# USS Vincennes (CG-49)
O USS Vincennes foi um cruzador de mísseis guiados da classe Ticonderoga a serviço da marinha dos Estados Unidos. Construído pela Ingalls Shipbuilding, foi comissionado em julho de 1985, servindo no Oriente Médio (Operação Earnest Will) e na Ásia. O navio foi oficialmente aposentado em junho de 2005. Ele foi vendido como sucata em 2010 e despojado em 2011.
O USS Vincennes ganhou notoriedade internacional após disparar acidentalmente um míssil antiaéreo que derrubou um avião Airbus A300 da companhia aérea iraniana Iran Air, que fazia o voo 655 sobre o Golfo Pérsico, durante a Guerra Irã-Iraque, em 3 de julho de 1988, matando 290 civis (incluindo 33 não-iranianos e 66 crianças), o que trouxe condenação internacional e um protesto formal do Irã. O governo americano aceitou pagar indenizações as famílias atingidas. O navio, contudo, permaneceu no serviço ativo na marinha estadunidense.